# Felix Manz
Felix Manz (ca. 1498- 5. januar 1527) var medstifter af en anabaptistisk menighed i Zürich, Schweiz, og han var den radikale reformations første martyr. Døbermenigheden i Zürich blev startskud for etableringen af de De Schweiziske Brødre.

## Fødsel og død
Felix Manz var uægte søn af en kannik ved Grossmünster-kirken i Zürich. Selvom man ikke ved meget om hans uddannelse, tyder det dog på, at han var bredt uddannet, med bl.a. et grundigt kendskab til hebræisk, græsk og latin. Manz blev tilhænger af Ulrich Zwingli, efter at denne kom til Zürich i 1519. Da Conrad Grebel sluttede sig til gruppen, blev han og Manz venner. De satte spørgsmålstegn ved messen, ved forbindelsen mellem kirke og stat og ved barnedåb. Efter en disput i Zürich i 1523 blev de utilfredse, og de mente, at Zwinglis reformplaner var blevet kompromitteret af byrådet.
Grebel, Manz og andre gjorde adskillige forsøg på at argumentere for deres holdning. Adskillige forældre nægtede at lade deres børn døbe. En offentlig disput med Zwingli fandt sted i 1525, og byrådet erklærede Zwingli for sejrherre.
Efter at være beordret af byrådet til at holde op med at argumentere, rette sig efter byrådets beslutning og lade deres børn døbe, mødtes broderskabet hos Manz og dennes moder. Conrad Grebel døbte Georg Blaurock, og Blaurock døbte de andre. Dette førte til et definitivt brud med Zwingli og byrådet og til oprettelsen af den første kirke under den radikale reformation. Bevægelsen spredte sig hurtigt, og Manz var meget aktiv. Han brugte sine sproglige evner til at oversætte sine tekster til almindeligt sprog og arbejdede entusiastisk som evangelist. Manz blev arresteret adskillige gange i årene 1525-1527. Mens han prædikede sammen med Blaurock i området omkring Grüningen, blev de overrumplet, arresteret og fængslet i Zürich.

## Død gennem "dåb"
I 1526 vedtog byrådet i Zürich en forordning, der gjorde gendåb af voksne strafbart med drukning. Den 5. januar 1527 blev Manz det første offer for denne forordning og den første schweiziske anabaptistiske martyr dræbt af andre protestanter.

Denne artikel er en oversættelse af artiklen Felix Manz på den engelske Wikipedia. 